# Gomalan Brass Quintet
Il Gomalan Brass Quintet è un quintetto di ottoni italiano fondato nel 1999.

## Storia
Fondato da Marco Pierobon e Marco Braito, trombe, Nilo Caracristi, corno, Dalmar Nur Hussen, trombone, Alessandro Fossi, tuba, nel 2000 subentrano Gianluca Scipioni al trombone ed Oswald Prader alla tuba. Alessandro Fossi rientrerà nel 2008 al suo posto originale ma successivamente Stefano Ammannati lo sostituirà a titolo definitivo. Nel 2001 il gruppo si aggiudica il concorso internazionale "città di Passau" in Germania. I suoi componenti instaurano col pubblico un contatto diretto e molto coinvolgente grazie alla teatralità riscontrabile durante le loro performance. Il loro repertorio è vastissimo e assai curato stilisticamente
e spazia dal  rinascimento ai brani  contemporanei per quintetto di ottoni, attraversando praticamente tutte le ere e gli stili musicali.
Nel 2001, per le Celebrazioni Verdiane, il Gomalan Brass porta in scena "Aida" di Giuseppe Verdi in forma di musical, ridotta in 55 minuti e 5 soli personaggi/musicisti/cantanti sul palcoscenico. Molto apprezzate sono le loro interpretazioni di musiche da film. Critici musicali e grandi direttori d'orchestra sono concordi nel giudicarlo uno dei migliori quintetti di ottoni esistenti.

## Discografia
- Gomalan brass quintet (Summit Record, 2002)
- Swingin' Pool, (Summit Record, 2004)
- Moviebrass, (Naxos, 2008)
- 2009-2010 Ten Years Live

| Controllo di autorità | VIAF (EN) 137747003 · ISNI (EN) 0000 0000 9374 8501 · LCCN (EN) no2010062302 · J9U (EN, HE) 987007404005605171 |